# Tanjung Buntung
Tanjung Buntung is een bestuurslaag in het regentschap Batam van de provincie Riau-archipel, Indonesië. Tanjung Buntung telt 26.418 inwoners (volkstelling 2010).